# Reator de fluxo em pistão
O modelo de reator de fluxo em pistão ou reator de fluxo pistonado (RFP) é usado para descrever reações químicas em sistemas de fluxo contínuo, sendo usado para predizer o comportamento de reatores químicos, de modo que as variáveis principais do reator, tais como as dimensões do reator, possam ser estimadas. RFPs são também algumas vezes chamados reatores tubulares contínuos (RTCs).

Diagrama sistemático de um Reator de Fluxo em Pistão (RFP)

Um fluido passando por um RFP pode ser modelado como fluindo através do reator como uma série de infinitamente finos "pistões" coerentes, cada um com uma composição uniforme, deslocando-se na direção axial do reator, sendo que cada pistão tenha uma composição diferente dos anteriores e posteriores a ele. O pressuposto fundamental é que, como um pistão fluindo através de um RFP, o fluido é perfeitamente misturado na direção radial, mas não na direção axial (para a frente ou para trás). Cada pistão de volume diferencial é considerado como uma entidade separada, de forma eficaz um reator em batelada infinitamente pequeno, tendendo no limite para o volume zero. À medida em que flui, o tempo de residência ({\displaystyle \tau }) do pistão é uma função da sua posição no reator. No RFP ideal, a distribuição do tempo de permanência é, portanto, uma função delta de Dirac com um valor igual a {\displaystyle \tau }.

## Modelagem RFP
RFPs são frequentente como reatores de fluxo em pistão e reatores tubulares contínuos, mas também como ratores de fluxo tubular, fluxo em camadas, fluxo contínuo sem retorno e sem mistura e até simplesmente como reatores tubulares. São governados por equações diferenciais ordinárias, cujas soluções podem ser calculadas desde que sejam conhecidas as condições de contorno.
O modelo RFP funciona bem para muitos fluidos: líquidos, gases e lamas. Embora o fluxo turbulento e a difusão axial causem um certo grau de mistura na direção axial em reatores reais, o modelo RFP é apropriado quando estes efeitos são suficientemente pequenos para que possam ser ignorados.
No caso mais simples de um modelo RFP, vários pressupostos fundamentais devem ser feitos a fim de simplificar o problema, alguns dos quais são descritos abaixo. Observe-se que nem todos estes pressupostos são necessários, porém a remoção desses pressupostos aumenta a complexidade do problema. O modelo RFP pode ser usado para modelar as reações múltiplas, bem como reações envolvendo mudanças de temperatura, pressão e densidade do fluxo. Embora estas complicações são ignoradas no que se segue, muitas vezes são relevantes para os processos industriais.
Supondo:
- fluxo em pistão
- estado estacionário
- densidade constante (razoável para alguns líquidos mas um erro de 20% para polimerizações; válido para gases somente se não há queda de pressão, mudança global no número de moles, ou qualquer significativa alteração de temperatura)
- diâmetro do tubo constante
- reação única

Um balanço material sobre o volume diferencial de um elemento fluido, ou "pistão", sobre as espécies i do comprimento axial dx entre x e x + dx resulta
[acumulação] = [entrada] - [saída] + [geração] - [consumo]
1. {\displaystyle F_{i}(x)-F_{i}(x+dx)+A_{t}dx\nu _{i}r=0} .
Quando velocidade linear, u, e as relações entre as taxas de fluxo molar, Fi, {\displaystyle u={\frac {\dot {v}}{A_{t}}}={\frac {4{\dot {v}}}{\pi D^{2}}}} e {\displaystyle F_{i}=A_{t}uC_{i}\,}, são aplicadas a Equação 1 o balanço de massa em i torna-se
2. {\displaystyle A_{t}u[C_{i}(x)-C_{i}(x+dx)]+A_{t}dx\nu _{i}r=0\,}.
Quando tais termos são cancelados e o limite dx → 0 é aplicado a Equação 2 este balanço de massa sobre as espécies i torna-se
3. {\displaystyle u{\frac {dC_{i}}{dx}}=\nu _{i}r},
onde Ci(x) é a concentração molar das espécies i na posição x, At a área da seção transversal do reator tubular, dx a espessura diferencial do pistão de fluido, e {\displaystyle \nu _{i}} o coeficiente estequiométrico. A taxa de reação, r, pode ser obtida pelo uso da can be figured by using the dependência de temperatura de Arrhenius. Geralmente, quando a temperatura aumenta o mesmo acontece com a taxa na qual a reação ocorre. O tempo de residência, {\displaystyle \tau }, é a quantidade média de tempo que uma quantidade discreta de reagente passa dentro do reator tubular.
Supondo:
- condições isotérmicas, ou temperatura constante (k é constante)
- reação única e irreversível (νA = -1)
- reação de primeira ordem (r = kCA)

Após a integração da Equação 3, utilizando os pressupostos acima, resolvendo-se para CA(L) obtém-se uma equação explícita para a concentração de produção das espécies A,
4. {\displaystyle C_{A}(V)=C_{Ao}e^{-k\tau }\,},
onde CAo é a concentração de entrada de espécies A.

## Operação e usos
RFPs são usados para modelar a transformação química de compostos como eles são transportados em sistemas semelhantes a "tubos". O "tubo" pode representar uma grande variedade de condutos de engenharia ou naturais através dos quais fluem líquidos ou gases (e.g., rios, canais, tubulações, regiões entre duas montanhas, etc).
Um reator de fluxo em pistão ideal tem um tempo de residência fixo: Qualquer fluido (pistão) que entra no reator no tempo {\displaystyle t} sairá do reator no tempo {\displaystyle t+\tau }, onde {\displaystyle \tau } é o tempo de residência do reator. A função distribuição do tempo de residência é, portanto, uma função delta de Dirac em {\displaystyle \tau }. Um reator de fluxo em pistão real tem uma distribuição do tempo de permanência que é um pulso estreito em torno da distribuição média do tempo de residência.
Um reator de fluxo em pistão típico pode ser um tubo recheado com algum material sólido (freqüentemente um catalisador). Normalmente, estes tipos de reatores são chamados de reatores de leito recheado (em inglês packed bed reactors PBR), reatores de leito ou reatores recheados, assim como também de reatores de leito fixo. Às vezes, o tubo será um tubo em trocador de calor do tipo casco e tubo.

## Vantagens e desvantagens
Reatores RPA (reator perfeitamente agitado) e RFP tem equações fundamentalmente diferentes, de modo a cinética da reação em curso, de algum modo determinará qual sistema deve ser utilizado. No entanto, existem algumas observações gerais que podem ser feitas com relação ao RFPs em comparação com outros tipos de reactores.
Reatores de fluxo em pistão tem uma conversão por unidade de volume alta, operando por longos períodos de tempo sem manutenção, e a taxa de transferência de calor pode ser otimizada pelo uso de tubos mais ou menos finos, tubos mais grossos em paralelo. As desvantagens de reatores de fluxo em pistão é que as temperaturas são de difícil controle e podem resultar em gradientes de temperatura indesejáveis. A manutenção de ratores RFP também é mais cara do que a manutenção dos reatores RPA.
Através de um "laço" (loop) de reciclagem um RFP é capaz de aproximar um RPA em operação. Isso ocorre devido a uma diminuição na variação de concentração devido à menor fração do fluxo determinado pela alimentação; no caso limite de reciclagem total, razão de reciclagem infinita, o RFP emula perfeitamente um RPA.

## Aplicações
Reatores de fluxo em pistão são usados para as seguintes aplicações:
- Reações de larga escala
- Reações rápidas
- Reações homogêneas ou heterogêneas
- Produção contínua
- Reações a altas temperaturas